# 螺旋输送机

阿基米德螺旋

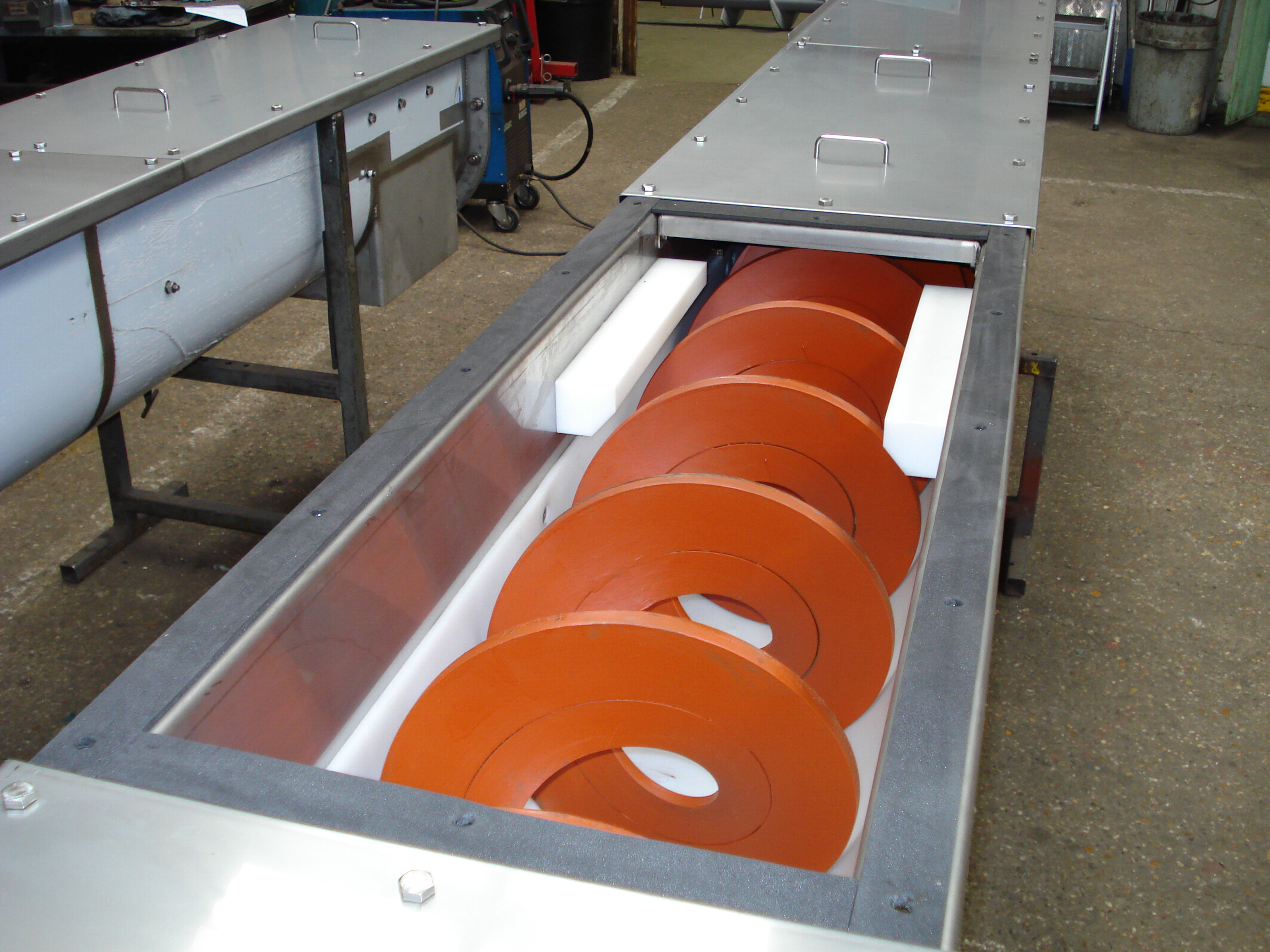
无心螺旋输送机

螺旋输送机是一种机械装置，利用旋转螺旋叶片（被称为“旋翼”）通常在管道内输送液体或颗粒材料。它们广泛用于各种散装物料的装卸工业。在现代工业中，螺旋输送机通常以水平或略微倾斜的方式使用，作为有效输送半固态物料的方法，包括食物垃圾、木片、骨料、谷物、动物饲料、锅炉灰、肉和骨粉、都市固體廢物，等等。阿基米德螺旋是历史上最早的螺旋输送机之一，古代人们就用它来抽取灌溉水。
这些装置通常由一个槽或管构成，其中包含一个绕在轴上的螺旋叶片，一端固定并驱动，另一端或者包含一个“无轴螺旋”，一端驱动而另一端自由。体积传输速率与轴的旋转速率成正比。在工业控制应用中，这种设备通常用作可变速进料器，通过改变轴的旋转速率来控制物料的输送速率或数量，以适应工艺需求。 

## 在农业方面

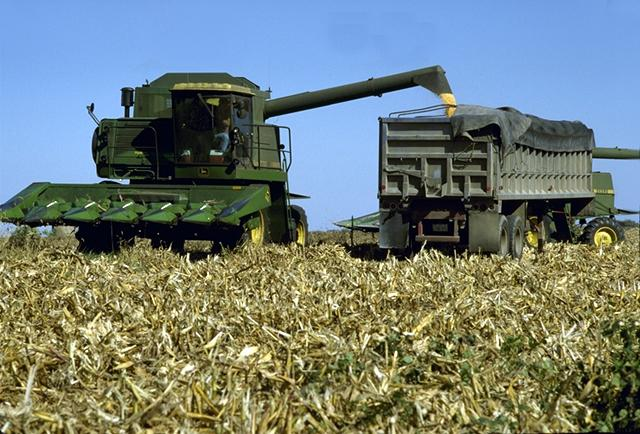
该联合收割机使用管内的螺旋输送机将谷物排放到旁边的拖车中

“谷物螺旋钻” 在农业中被用来从卡车、谷物车或谷物拖车中将谷物输送至粮仓中（然后通过底部的重力槽将谷物排出）。它可以由电动机、拖拉机通过动力输出装置，或有时安装在螺旋输送机上的内燃机驱动。螺旋在一根长金属管内旋转，使谷物向上移动。在下端，装有料斗，用来接收来自卡车或谷物车的谷物。上端的槽将谷物引导到目的地位置。

## 其他用途
螺旋输送机的各种其他应用包括它们在吹雪机中的使用，将雪移向叶轮，然后将雪扔入卸料槽。联合收割机使用封闭式和开放式螺旋钻将未脱粒的农作物移入脱粒机构，并将谷物移入和移出机器的料斗。冰表面重铺机使用螺旋钻去除冰表面松散的冰粒。螺旋钻也是注塑机的核心部件。一些垃圾压实机中使用螺旋钻将垃圾推入一端较低的板中进行压实。
螺旋钻也广泛应用于食品加工领域。在需要精确输送散装固体（如粉末和颗粒）的情况下，它们是粉末加工的首选工具。在传统的绞肉机中，螺旋钻将肉块引导通过旋转刀片和带有孔的板。这种方法可用于乳化牛肉中的脂肪，使其变得更柔软，用于制作汉堡肉饼，也用于生产各种香肠和面包。螺旋钻还被用来推动食品通过模具，以生产颗粒等产品。随后，这些产品可以进一步加工，用于制造面包屑等食品。
螺旋钻还在油田中使用，作为将岩屑从振动筛分输送到料斗的方法。此外，螺旋钻还用于某些类型的颗粒炉和烧烤架，以受控方式将燃料从储料斗移入燃烧室。在机械加工领域，螺旋钻也经常用于机床中，以引导切削屑（废金属或塑料）远离工件。
螺旋输送机也可以在废水处理厂中找到，用于排出处理过程中的固体废物。